# Санта-Елена (Хаен)
Санта-Елена (ісп. Santa Elena) — муніципалітет в Іспанії, у складі автономної спільноти Андалусія, у провінції Хаен. Населення — 1007 осіб (2010).
Муніципалітет розташований на відстані близько 230 км на південь від Мадрида, 65 км на північ від Хаена.

## Демографія
Динаміка населення (INE ):